# Gehyra brevipalmata
Gehyra brevipalmata (палауська дтелла) — вид геконоподібних ящірок родини геконових (Gekkonidae). Ендемік Палау.

## Поширення і екологія
Палауські дтелли поширені на островах Палау. Вони живуть на баньянових і панданових деревах, серед листя бамбуків та в людських поселеннях.